# Carlos Gilardi
Carlos Alberto Gilardi Vera (Arequipa, 28 de marzo de 1894 - Lima, 28 de mayo de 1954) fue un militar, aviador y político peruano, que llegó al grado de general de aviación. Fue el primero que cubrió la ruta de vuelo de Lima a Arequipa, en 1925. En el gobierno de José Luis Bustamante y Rivero fue ministro de Aeronáutica, de julio de 1945 a enero de 1946.

## Biografía
Nació en Arequipa, siendo hijo de Augusto Gilardi y María Vera. Ingresó a la división superior de la Escuela Militar de Chorrillos, de donde egresó en 1916 como alférez.
En 1920, ya con el grado de teniente, ingresó al recién fundado Centro de Aviación Militar (que inicialmente tuvo su sede en Bellavista, luego en Maranga, y finalmente en Las Palmas). Integró así la primera promoción de aviadores militares que tuvo el Perú, bajo la dirección de una misión francesa.
Poco después, fue enviado a Estados Unidos, donde se graduó de piloto. En 1924, ya con el grado de capitán, ejerció como instructor en la  Escuela Militar de Aviación Jorge Chávez.
El 25 de enero de 1925, piloteó un avión Avro sobre el campo de aterrizaje de Las Palmas, desde el cual se lanzó en paracaídas el joven italiano Humberto Ree, desde una altura de dos mil metros. Este acto marcó el inicio del paracaidismo en el Perú.
El 8 de noviembre de 1925, ostentando el grado de mayor, realizó un raid o vuelo desde el campo de Las Palmas en Lima hasta la ciudad de Arequipa, siendo el primer aviador en cubrir dicha ruta. La máquina que empleó era un avión modelo D’Havilland con motor de 200 caballos de fuerza. Tardó siete horas y media en llegar a su destino, siendo recibido con holgorio por sus paisanos.
En 1926 fue enviado a Francia en misión de estudios. Completó su formación profesional en la Escuela Superior de Guerra Naval y obtuvo su licencia de piloto y observador militar. En 1930 ascendió a comandante.
Fue director de la Escuela Militar de Aviación Jorge Chávez (1931-1932); jefe de la Base Aérea de Las Palmas (1931); director de Aviación Comercial Civil (1931 y 1940); e inspector general de Aviación, con carácter de accidental (1931-1934).
Luego fue agregado de Aviación en Gran Bretaña, Italia y Francia (1934); y agregado aéreo en Estados Unidos (1938) y Brasil (1944). Desempeñó también otros encargos en el ministerio de Marina y Aviación, y en el de Relaciones Exteriores.
En 1936, durante el segundo gobierno del general Óscar R. Benavides, fue ascendido a la clase de coronel de Aviación. Y en 1942, durante el primer gobierno de Manuel Prado, recibió su ascenso a general de Aviación.

### Ministro de Aeronáutica
El 28 de julio de 1945 juró como ministro de Aeronáutica, formando parte del primer gabinete ministerial del gobierno del presidente José Luis Bustamante y Rivero, cuyo primer ministro era el también arequipeño Rafael Belaunde. Ejerció dicho cargo hasta el 31 de enero de 1946, cuando se conformó un nuevo gabinete ministerial.
Falleció el 28 de mayo de 1954, en Miraflores, Lima.

## Condecoraciones
- Orden Militar de Ayacucho, en el grado de Caballero (1936)[1]
- Orden Militar de Ayacucho, en el grado de Oficial (1939)[1]
- Cruz Peruana de Aviación de Primera Clase (1942)[1]